# NGC 6585
NGC 6585 (również PGC 61553 lub UGC 11159) – galaktyka spiralna (Sbc), znajdująca się w gwiazdozbiorze Herkulesa. Odkrył ją Edward D. Swift 25 maja 1887 roku.